# باب اسپیرز
باب اسپیرز (انگلیسی: Bob Spiers; ۲۷ سپتامبر ۱۹۴۵ – ۸ دسامبر ۲۰۰۸) کارگردان تلویزیونی، کارگردان فیلم، و تهیه‌کننده تلویزیونی اهل بریتانیا بود.